# Sigi Engl
Siegfried „Sigi“ Engl (* 9. Juni 1911 in Kitzbühel, Österreich-Ungarn; † 19. März 1982 in Sun Valley, Idaho) war ein österreichisch-US-amerikanischer Skirennläufer und Skischulbetreiber. Er gewann 1935 als erster alle drei Disziplinen beim Hahnenkammrennen und wanderte später in die USA aus, wo er maßgeblich an der Entwicklung des alpinen Skisports mitwirkte.

## Biografie

### Kindheit und Jugend
Sigi Engl kam als Sohn eines Steinmetzes in Kitzbühel zur Welt. Seine Mutter betrieb im eigenen Haus eine Wäscherei. Das Skifahren brachte er sich selbst bei, indem er während des Ersten Weltkriegs Militärskikurse auf der Hinterbräuleiten beobachtete und deren Technik nachahmte. Bei der staatlichen Einladung einer Schweizer Ski-Delegation fungierte der junge Kitzbüheler als Führer und stellte fest, dass er den Gästen skitechnisch weit voraus war. Er beschloss daraufhin, sein Leben dem Skisport zu widmen und nicht, wie vorgesehen, seinem Vater als Steinmetz nachzufolgen. Zu seinen Vorbildern zählte er Sepp Hellensteiner, Hannes Schneider und Stefan Kruckenhauser.

### Sportliche Laufbahn
Einen seiner ersten Erfolge als Rennläufer konnte Engl 1931 verbuchen, als er beim Franz-Reisch-Gedächtnislauf in seiner Heimatstadt Platz zwei in der Zweierkombination belegte. In der allerersten Hahnenkammabfahrt wurde er hinter seinem Landsmann Ferdl Friedensbacher ebenfalls Zweiter. 1933 feierte er gleich mehrere Siege: Gemeinsam mit drei Kollegen gewann er den Mannschaftsstädtekampf zwischen Wengen, Garmisch und Kitzbühel. Außerdem sicherte er sich einen Abfahrtssieg am Schneeberg sowie einen Slalomsieg beim Julius-Moro-Gedächtnislauf in Kitzbühel. Zum Saisonhöhepunkt wurden für ihn die ebenfalls in Kitz stattfindenden österreichischen Meisterschaften, wo er nach den Rängen drei in Abfahrt und Slalom vor Franz Zingerle die Goldmedaille gewann. Seinen größten Karriereerfolg feierte Sigi Engl 1935, als er im Rahmen der dritten Hahnenkammrennen Abfahrt, Slalom und somit auch die Kombination für sich entschied. Dieses Kunststück gelang danach noch sechs weiteren Athleten, das letzte Mal Jean-Claude Killy 1967.
Nach der Emigration in die USA fuhr er weiterhin Skirennen und gewann 1941 die Abfahrt im Rahmen des Harriman Cup.

### Weitere Karriere
Im Dezember 1936 wurde Sigi Engl als Skilehrer im Yosemite-Nationalpark verpflichtet und blieb danach für den Rest seines Lebens in den Vereinigten Staaten. Nachdem er in den östlichen Gebirgsketten Kaliforniens nach einem Ort für die Errichtung eines Skigebiets gesucht hatte, holte ihn sein Tiroler Landsmann Friedl Pfeifer zwei Jahre später nach Sun Valley, Idaho, wo er einen Job als Skilehrer annahm. Während der Urlaubsort im Zweiten Weltkrieg als Erholungsstation für die US Army diente, wurde Engl eingezogen und bei der 10th Mountain Division in Norditalien als Dolmetscher eingesetzt.
Nach Kriegsende kehrte er nach Idaho zurück und übernahm 1952 die Leitung der Skischule von Pfeifer, die er bis 1972 innehatte. In diesem Zeitraum holte er 35 Skilehrer aus Österreich, davon allein 15 aus Kitzbühel, und machte Sun Valley mit zeitweise über 150 Lehrern zur größten Skischule der USA. Zu den prominentesten Instruktoren gehörten die erfolgreichen Skirennläufer Christian Pravda und Stein Eriksen. Bei seinem Unterricht setzte Engl auf moderne Techniken wie Kurzski und Fernsehgeräte mit Replay-Funktion. Laut Berechnungen eines Journalisten betreute die Einrichtung während seiner Zeit als Leiter etwa zwei Millionen Skischüler. Nach dem Rücktritt übergab er die Leitung an den Kitzbüheler Rainer Kolb, blieb aber selbst „Director of Skiing“. Sigi Engl wird eine wichtige Rolle beim Aufstieg von Sun Valley zu einem internationalen Skiresort mit hohem Prominentenfaktor zugeschrieben. 1967 war er maßgeblich an der Verschwisterung des Ortes mit seiner Heimatstadt Kitzbühel beteiligt. 1971 wurde er in die U.S. Ski Hall of Fame aufgenommen, 1975 vom österreichischen Bundespräsidenten Rudolf Kirchschläger für seine Verdienste um den Fremdenverkehr mit dem Goldenen Ehrenzeichen der Republik geehrt.
1950 heiratete Sigi Engl die vermögende Peggy Scott, Hauptaktionärin von IBM. Aus der Ehe gingen zwei Kinder hervor. Eine Halbschwester von ihm wanderte nach Kanada aus. Nach seinem Tod 1982 wurde seine Urne im Skigebiet von Sun Valley beigesetzt. Im Ort erinnert ein Denkmal an ihn und den Bad Ischler Sepp Fröhlich.

## Erfolge (Auswahl)
- 1 österreichischer Meistertitel (Kombination 1933)
- Sieg in der Abfahrt beim Harriman Cup 1941
- 3 Siege und 1 weiterer Podestplatz bei den Hahnenkammrennen
  - 1. Platz Abfahrt 1935
  - 1. Platz Slalom 1935
  - 1. Platz Kombination 1935
  - 2. Platz Abfahrt 1931

## Auszeichnungen
- 1933: KSC Sportehrenzeichen in Silber
- 1971: Aufnahme in die U.S. Ski Hall of Fame
- 1975: Goldenes Ehrenzeichen für Verdienste um die Republik Österreich